# Kevin Paredes
Kevin Alexander Paredes (South Riding, Virginia, Estados Unidos, 7 de mayo de 2003) es un futbolista estadounidense que juega como centrocampista en el VfL Wolfsburgo de la Bundesliga de Alemania.

## Trayectoria

### Loudoun United FC
El 25 de septiembre de 2019, Paredes disputó su primer partido profesional con el Loudoun United FC en la USL Championship contra el Swope Park Rangers en la victoria 4-1.

### D.C. United
El 17 de enero de 2020 fue fichado por el D.C. United. Su debut se produjo el 13 de julio de 2020 en la MLS is Back Tournament, ingresó al terreno de juego al minuto 58 en el empate 2-2 ante el Toronto F.C. El 22 de agosto debutó en la Major League Soccer ante el F.C Cincinnati, disputando 75 minutos en el empate 0-0.
El 3 de julio de 2021 se enfrentó ante el Toronto F.C, realizó su primera anotación al minuto dos, logrando abrir el marcador, el encuentro finalizó en una victoria histórica por 7-0.

### VfL Wolfsburgo
El 28 de enero de 2022, Paredes firmó con el VfL Wolfsburgo de Alemania, convirtiéndose en el cuarto canterano del D.C. United en transferirse a Europa. Se informó que la tarifa de la transferencia fue alrededor de $7 350 000.
El 9 de abril de 2022 debutó con el VfL Wolfsburgo en la Bundesliga contra el Arminia Bielefeld, ingresó al minuto 86 en la victoria abultada de 4-0. El 28 de enero de 2023 se enfrentó ante el Werder Bremen, Paredes ingresó al terreno de juego al minuto 82, mientras al minuto 90 realizó su primera anotación, finalizando con la derrota 2-1.

## Selección nacional

### Categorías inferiores
Paredes fue convocado para la Copa Mundial Sub-20 de 2023 con sede en Argentina.

#### Participaciones internacionales
| Evento                      | Sede      | Resultado        | Partidos | Goles |
| --------------------------- | --------- | ---------------- | -------- | ----- |
| Copa Mundial Sub-20 de 2023 | Argentina | Cuartos de final | 2        | 0     |

### Selección absoluta
Paredes debutó con la selección de Estados Unidos en un partido amistoso contra Omán en el que ingresó al terreno de juego al minuto 79 por la victoria 4-0.

## Estadísticas

### Clubes
Actualizado al último partido jugado el 2 de septiembre de 2023.
| Club                       | Div.          | Temporada     | Liga  | Liga  | Liga   | Copas nacionales | Copas nacionales | Copas nacionales | Copas internacionales | Copas internacionales | Copas internacionales | Total | Total | Total  |
| Club                       | Div.          | Temporada     | Part. | Goles | Asist. | Part.            | Goles            | Asist.           | Part.                 | Goles                 | Asist.                | Part. | Goles | Asist. |
| -------------------------- | ------------- | ------------- | ----- | ----- | ------ | ---------------- | ---------------- | ---------------- | --------------------- | --------------------- | --------------------- | ----- | ----- | ------ |
| Loudoun Estados Unidos     |               |               |       |       |        |                  |                  |                  |                       |                       |                       |       |       |        |
| 2.ª                        | 2018-19       | 3             | 0     | 1     | —      | —                | —                | —                | —                     | —                     | 3                     | 0     | 1     |        |
| 2.ª                        | 2018-19       | 1             | 0     | 0     | —      | —                | —                | —                | —                     | —                     | 1                     | 0     | 1     |        |
| Total club                 | Total club    | 4             | 0     | 1     | 0      | 0                | 0                | 0                | 0                     | 0                     | 4                     | 0     | 1     |        |
| D.C. United Estados Unidos |               |               |       |       |        |                  |                  |                  |                       |                       |                       |       |       |        |
| 1.ª                        | 2019-20       | 14            | 0     | 1     | 3      | 0                | 0                | —                | —                     | —                     | 17                    | 0     | 1     |        |
| 1.ª                        | 2021-22       | 24            | 3     | 3     | —      | —                | —                | —                | —                     | —                     | 24                    | 3     | 3     |        |
| Total club                 | Total club    | 38            | 3     | 4     | 3      | 0                | 0                | 0                | 0                     | 0                     | 41                    | 3     | 4     |        |
| VfL Wolfsburgo · Alemania  |               |               |       |       |        |                  |                  |                  |                       |                       |                       |       |       |        |
| 1.ª                        | 2021-22       | 2             | 0     | 0     | —      | —                | —                | —                | —                     | —                     | 2                     | 0     | 0     |        |
| 1.ª                        | 2022-23       | 22            | 1     | 2     | 2      | 0                | 0                | —                | —                     | —                     | 24                    | 1     | 2     |        |
| 1.ª                        | 2023-24       | 2             | 0     | 0     | 0      | 0                | 0                | —                | —                     | —                     | 2                     | 0     | 0     |        |
| Total club                 | Total club    | 26            | 1     | 2     | 2      | 0                | 0                | 0                | 0                     | 0                     | 28                    | 1     | 2     |        |
| Total carrera              | Total carrera | Total carrera | 68    | 4     | 7      | 5                | 0                | 0                | 0                     | 0                     | 0                     | 73    | 4     | 7      |
| 1. Fuente:Transfermarkt    |               |               |       |       |        |                  |                  |                  |                       |                       |                       |       |       |        |